# Carolien (Drukwerk)
Carolien is een single van de Nederlandse band Drukwerk uit 1984 van het album Ho stil, wacht stop!.
De tekst gaat over een toevallige herkenning van Carolien aan de Lindengracht in de Amsterdamse Jordaanbuurt. Een meisje waar de dichter smoorverliefd op is.
Op 7 september 1984 was het nummer de Alarmschijf bij Veronica.

## Hitnoteringen

### Nederlandse Top 40
| Positie: | 29 | 19 | 18 | 20 | 27 | uit |

### Nationale Hitparade
| Positie: | 46 | 15 | 13 | 19 | 24 | 37 | 46 | uit |